# São Salvador do Tocantins
São Salvador do Tocantins este un oraș în Tocantins (TO), Brazilia.